# Naratów (przystanek kolejowy)
Naratów – nieczynny kolejowy przystanek osobowy w Naratowie, w województwie dolnośląskim, w Polsce.